# ATP Challenger Mailand-2
Der ATP Challenger Mailand (offiziell: Mailand Challenger) war ein Tennisturnier, das zwischen 2000 und 2004 in Mailand, Italien, stattfand. Es gehörte zur ATP Challenger Tour und wurde in der Halle auf Teppich gespielt. Giorgio Galimberti ist mit zwei Titeln im Doppel Rekordspieler des Turniers.

## Liste der Sieger

### Einzel
| Jahr | Sieger                 | Finalgegner          | Ergebnis       |
| ---- | ---------------------- | -------------------- | -------------- |
| 2004 | George Bastl           | Alexander Waske      | 7:65, 6:4      |
| 2003 | Dennis van Scheppingen | Uladsimir Waltschkou | 5:7, 6:4, 7:65 |
| 2002 | Mario Ančić            | Grégory Carraz       | 4:6, 6:3, 7:68 |
| 2001 | Marc Rosset            | Juri Schtschukin     | 3:6, 6:1, 6:4  |
| 2000 | Mosè Navarra           | Filippo Messori      | 6:3, 7:63      |

### Doppel
| Jahr | Sieger                                   | Finalgegner                          | Ergebnis        |
| ---- | ---------------------------------------- | ------------------------------------ | --------------- |
| 2004 | Daniele Bracciali Julian Knowle          | Jason Marshall Huntley Montgomery    | 6:3, 6:2        |
| 2003 | Davide Sanguinetti Takao Suzuki          | Mariusz Fyrstenberg Marcin Matkowski | 6:4, 7:5        |
| 2002 | Massimo Bertolini Giorgio Galimberti (2) | Jonathan Erlich Aleksandar Kitinov   | 7:64, 2:6, 7:64 |
| 2001 | Nicola Bruno Gianluca Pozzi              | Daniele Bracciali Federico Luzzi     | 2:6, 7:62, 6:3  |
| 2000 | George Bastl Giorgio Galimberti (1)      | Filippo Messori Vincenzo Santopadre  | 6:3, 7:64       |